# Vanessa (hudební skupina)
Vanessa je česká hudební skupina hrající EBM. Vznikla v roce 1990. Jejími členy byli v poslední hrající sestavě zpěvák Samir Hauser, klávesista Miroslav Papež, kytarista Tuzex Christ a bubeník Jaroslav Stuchlý. V roce 2015 měla kapela odehrát turné k pětadvacátému výročí, avšak většina koncertů byla zrušena.

## Diskografie
- Disco Bastards (1991)
- Flashback (1992)
- Monogamy (1994)
- Gun (1997)
- Ave Agony (2009)
- Antidotum (2013)[3]
- Ghost Army (2019)
- Meisterstücke (2023)